# Auletobius puberulus
Auletobius (Metopus) puberulus – gatunek chrząszcza z rodziny tutkarzowatych i podrodziny Rhynchitinae.
Gatunek ten został opisany w 1882 roku przez Johannesa Fausta jako Auletes puberulus. 
Chrząszcz o ciele długości 1,8–2,1 mm, ubarwionym czarno z metalicznym połyskiem, pokrytym nielicznymi, jasnymi szczecinkami. Głowa o dużych, wypukłych oczach i krótkim ryjku. Przedplecze szersze niż u A. berberidis, silniej zaokrąglone u samic niż u samców. Owalne, najszersze pośrodku pokryw opatrzone są nielicznymi, drobnymi punktami.
Larwy rozwijają się w łodygach bylic i wierzb.
Owad znany wyłącznie z rosyjskiego Kraju Nadmorskiego i Japonii.